# Estación de Abando Indalecio Prieto
Abando Indalecio Prieto, o Bilbao Abando (en Renfe Cercanías), denominada también tradicionalmente Estación del Norte, es la principal estación de ferrocarril de la villa de Bilbao, capital de la provincia y territorio histórico de Vizcaya (España). Se ubica en pleno corazón de la ciudad —el barrio de Abando— y concretamente en la Plaza Circular, donde confluyen la Gran Vía y la calle de Hurtado de Amézaga. La actual terminal ferroviaria, de carácter monumental y estilo clasicista, fue diseñada por Alfonso Fungairiño e inaugurada en 1948, en los mismos terrenos que albergaron la estación original, abierta en 1863. En su interior destaca una amplia vidriera policromada realizada por la Unión de Artistas Vidrieros de Irún, uno de los símbolos notables de la ciudad.
Como estación central, es la que acoge los trenes expresos de larga distancia con origen o destino en Bilbao, siendo la utilizada por servicios como los Alvia o Intercity de Renfe que enlazan la villa con grandes poblaciones, como Madrid o Barcelona; en 2010, dichos trayectos fueron utilizados por más de 6 millones de pasajeros. Cuenta también con servicios de cercanías, como cabecera de tres de las líneas (C-1, C-2 y C-3) que gestiona Renfe Cercanías en Vizcaya. Es, además, adyacente a la estación de Concordia, que complementa su oferta de servicios con una línea de cercanías adicional (C-4) y dos regionales (R-3/R-3b y R-4), gestionadas las últimas dos por Renfe Cercanías AM.
Por su situación y con el paso de los años, el inmueble y su entorno han evolucionado hasta configurarse de facto como estación intermodal, al confluir allí distintos medios de transporte, incluido el metro, convirtiéndose así en uno de los intercambiadores más importantes de la red de transporte ferroviario de la provincia a día de hoy, junto con los de San Mamés y el Casco Viejo. Así, dispone de conexiones con las líneas L1 y L2 de Metro Bilbao (estación subterránea de Abando), con el tranvía de la ciudad (apeadero de Abando en la Plaza Circular) y varias paradas de autobuses urbanos (Bilbobus) y provinciales (Bizkaibus) en las calles aledañas, que concentran numerosas de sus líneas. Además, cuenta también con aparcamiento propio para vehículos privados y un estacionamiento de taxis, y es próxima a la estación del Casco Viejo (al otro lado de la Ría), que complementa su oferta de servicios suburbanos con los prestados por Euskotren: las líneas de cercanías E3 y E4, y la regional E1, además de la línea L3 de la red de metro.
La estación es propiedad de Adif, dependiente del Ministerio de Transportes del Gobierno de España. El 28 de febrero de 2017, dicho ministerio y el Gobierno Vasco cerraron un acuerdo para el acceso definitivo del ferrocarril de alta velocidad a las tres capitales vascas, que contempla la plena integración de las infraestructuras en las ciudades. Consecuentemente, Abando Indalecio Prieto sufrirá el mayor cambio de su historia, pues será soterrada y totalmente remodelada a efectos de su conexión con la Y Vasca, en una operación que incluirá la fusión de las actividades ferroviarias de las actuales estaciones adyacentes de Abando y Concordia.

## Situación ferroviaria
La estación, que se encuentra a 23 metros de altitud, forma parte de los trazados de las siguientes líneas férreas:
- Línea férrea de ancho ibérico entre de Castejón y Bilbao por Logroño y Miranda de Ebro.[2]
- Línea férrea de ancho ibérico entre Bilbao y Santurce y Musques, punto kilométrico cero.[2]

## Historia

### Estación original
El ferrocarril llegó a Bilbao, más concretamente a Abando, que en aquella época era un municipio independiente, el 1 de marzo de 1863 con la apertura del tramo Bilbao-Orduña de la línea de ferrocarril que buscaba unir la provincia de Vizcaya con la meseta, vía Miranda de Ebro, y que finalmente se prolongó hasta la localidad navarra de Castejón, que se encuentra cerca de Tudela. Por ello la compañía encargada de las obras y por ende de construir la primera estación de Bilbao se bautizó como Compañía del Ferrocarril de Tudela a Bilbao. Dicha compañía tuvo como ingeniero jefe a Charles Blacker Vignoles quien realizó el proyecto de la estación dándole un claro estilo inglés. En 1865 la compañía se declaró en suspensión de pagos por no poder superar las dificultades económicas derivadas de la inversión realizada en la construcción de la línea y fue intervenida por el Banco de Bilbao. En 1878, fue absorbida por Norte que mantuvo la titularidad de la estación hasta la nacionalización del ferrocarril en España en 1941 y la creación de RENFE.

### Estación actual
Ante el evidente deterioro que sufrían las instalaciones, RENFE decidió construir una nueva estación de mayores proporciones que tras varios proyectos fallidos acabó llevando a buen puerto el arquitecto Alfonso Fungairiño. Para ello se derribó el antiguo recinto aprovechando el solar existente para las nuevas instalaciones que se abrieron al público en 1948. La estación se mantuvo invariable hasta los años 1980 cuando sufrió una importante reestructuración en parte obligada por las trágicas inundaciones que sufrió la ciudad en 1983. Se incorporaron escaleras mecánicas para facilitar el acceso a los andenes y se añadieron unas esculturas de Agustín Ibarrola. En 1996, Bilbao-Abando fue la primera estación en forma parte del concepto de estación comercial a través de la marca comercial Vialia. De esta forma se aprovechaba el recinto ferroviario para dotarlo de locales comerciales en un modelo que posteriormente se extendió a más estaciones españolas. En 1999 sufrió una nueva reforma esta vez por la apertura de la variante sur dando lugar a nuevo servicio de cercanías entre Olabeaga y Bilbao. Entre otras actuaciones se restauró la cubierta, repintó las estructuras metálicas y se modernizó la iluminación de los andenes.
En 2006 la estación fue renombrada de Bilbao-Abando a Abando Indalecio Prieto. El nombre, decidido por el Ministerio de Fomento, unía el antiguo nombre de la estación (por ser la principal estación del barrio de Abando, antigua anteiglesia de San Vicente de Abando) y el de un significado vecino de Bilbao que, como ministro de Obras Públicas durante el primer bienio de la Segunda República, promovió el desarrollo de infraestructuras ferroviarias. Dicho cambio no estuvo exento de críticas.
En otoño de 2015, fue iniciada la restauración íntegra de las tres fachadas del edificio de la estación de Abando, finalizándose el 31 de octubre de 2018 tras tres años de obras y problemas judiciales.

### Llegada del TAV y proyecto de reforma

La Y Vasca sitúa a Bilbao Abando como su estación más occidental. Por ella discurrirán trenes de alta velocidad, abreviados como TAV en el País Vasco aunque más conocidos como AVE en el resto de España.

En 2010 se presentaron los proyectos de integración de la estación dentro del proyecto de la Y vasca, la línea de alta velocidad que comunicará a las tres capitales vascas. La llegada del TAV (Tren de Alta Velocidad) a Bilbao supondrá la remodelación total de la estación de Abando y la reforma urbana de la playa de vías como parque urbano y para edificios residenciales y de oficinas. En 2017 se concretaron más detalles de la actuación: La estación será soterrada y tendrá dos niveles. En la planta -2 se situarán las ocho vías y andenes de alta velocidad (largo recorrido). Mientras que el nivel -1 se reservará para los Renfe Cercanías (5 vías) y antigua FEVE (3 vías). Además, debajo de la playa de vías actual se construirá un aparcamiento. En 2018 se publican modificaciones del proyecto y se estipula su coste en 480 millones de euros y en 2019 se define los usos urbanísticos de la superficie. Inicialmente se prometió la finalización de las obras de cara a 2021.
En marzo de 2019 el Ministerio publicó provisionalmente el Estudio Informativo de la reforma. Tras superar el periodo de alegaciones y obtener la Declaración de Impacto Ambiental el proyecto se aprobó definitivamente en enero de 2023.Desde septiembre de ese año se está redactando el proyecto constructivo, que se entregará en 2028, no pudiendo comenzar las obras hasta entonces.

#### Cronología
- 15 de enero de 2010: El ministro José Blanco anuncia el proyecto, que incluía la reforma y soterramiento de la estación. Se estimaba que estaría operativa para 2016.[10]
- 28 de febrero de 2017: El Ministerio de Fomento y el Gobierno vasco cierran un acuerdo para el acceso definitivo de la alta velocidad a las tres capitales vascas, que contempla la plena integración del ferrocarril y de las estaciones en las ciudades.[12]
- 30 de octubre de 2017: El ministro de Fomento anuncia que la obra civil de la Y vasca estaría finalizada en 2021, hito que permitiría poner en marcha el tren de alta velocidad (TAV) dos años después. También adelantó que los proyectos para la ejecución de los soterramientos y las nuevas estaciones de Bilbao y Vitoria seguían adelante y que los estudios informativos definitivos, los que darían luz verde a las obras, estarían preparados antes de final de año.[18] La estación conservará su gran marquesina con la llegada del TAV.[21]

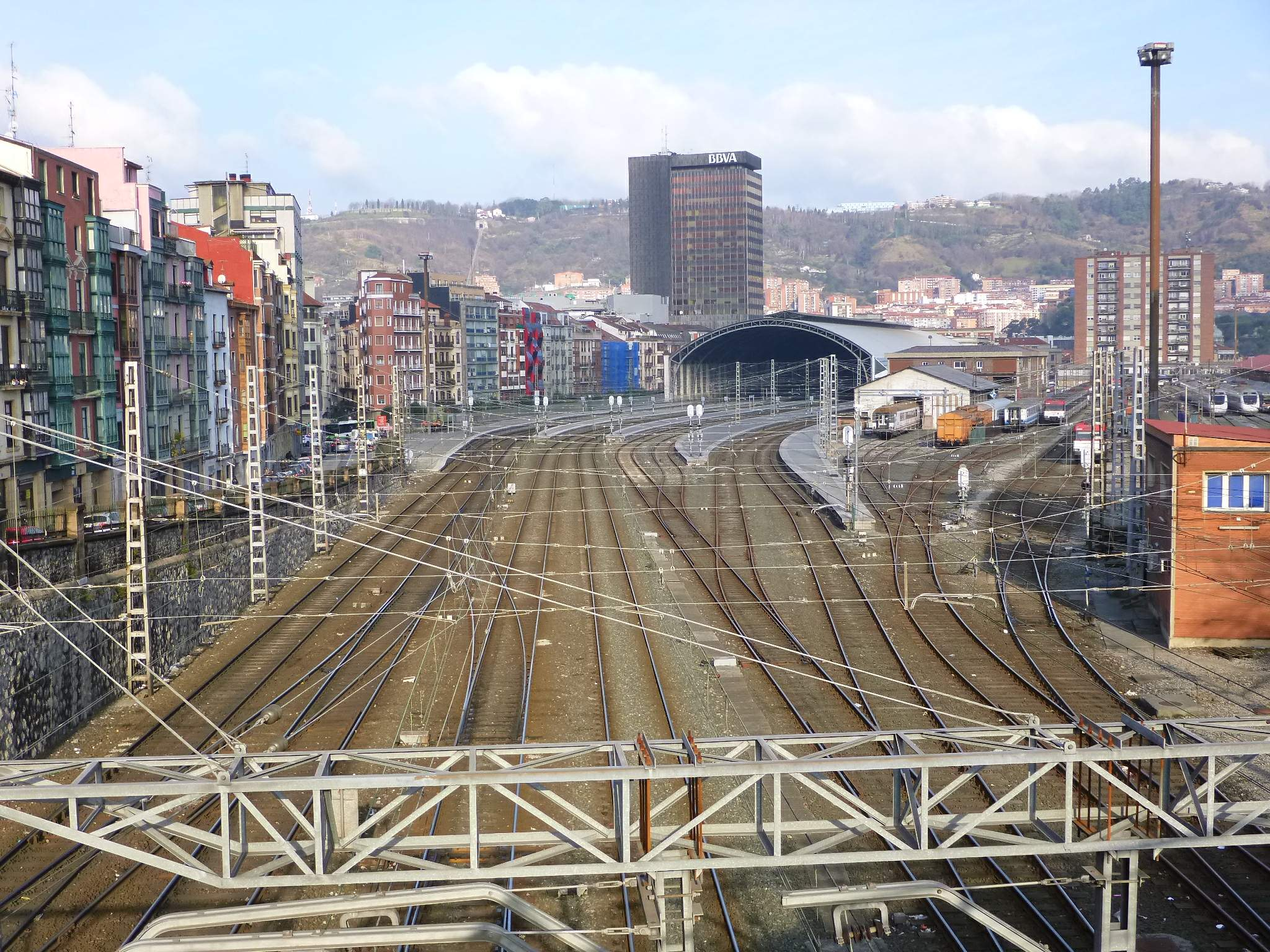
La playa de vías, que serán soterradas aprovechando el espacio para otros usos urbanos como parques y edificios.

- La playa de vías, que serán soterradas aprovechando el espacio para otros usos urbanos como parques y edificios.8 de marzo de 2018: El ministro de Fomento, la consejera de Infraestructuras y el alcalde de Bilbao presentan el proyecto definitivo de remodelación de Abando y su conexión con la Y vasca. La estación tendrá tres plantas, 13 dársenas de autobuses, 550 plazas de aparcamiento y conexión con el metro. El TAV llegará soterrado a Bilbao en 2023 tras una inversión de 730 millones. Las obras de la terminal podrían arrancar en 2020 y finalizar en 2023. Después se urbanizarán los 90 000 metros cuadrados liberados tras el soterramiento, un proceso que podría prolongarse hasta 2030.[16]
- 22 de noviembre de 2018: Se da a conocer que la cubierta de la estación de Abando se mantendrá íntegra.[22]
- 27 de enero de 2019: El viceconsejero de Infraestructuras y Transporte, Antonio Aiz, manifiesta su preocupación por el estancamiento en el proyecto ferroviario de alta velocidad hasta Bilbao suponiendo un retraso de un año en la finalización de la Y vasca hasta 2024.[23]
- 26 de marzo de 2019: El Ministerio de Fomento inicia el proceso de información pública y audiencia del estudio informativo del corredor de acceso y de la estación de Bilbao-Abando para la llegada del tren de alta velocidad a la capital vizcaína, según anunció en el Boletín Oficial del Estado.[24][25] Con ello se cumplieron los plazos del Ejecutivo aprobándose el plan de entrada del TAV a Bilbao. La medida permitiría pasar a la redacción del proyecto constructivo. Las obras del TAV en Bilbao arrancarían en 2020 y durarían una década.[26] Por otra parte, el Consistorio concretó los usos urbanísticos de la superficie que quedará tras soterrar la estación para la llegada del TAV, cerrándose en 1050 los pisos que ocuparán la explanada de Abando.[17]
- 11 de abril de 2019: Se confirma que la llegada del TAV a Bilbao se retrasa a 2024.[27][28][29] Según indicaba el estudio informativo del proyecto constructivo de la intermodal del transporte que entonces tenía abierto su periodo de presentación de alegaciones, los viajeros accederían por cinco entradas a la estación del TAV.[30]
- 13 de febrero de 2020: Tras una reunión entre la consejera de Desarrollo Económico e Infraestructuras y el ministro de Transportes, Movilidad y Agenda Urbana, se confirma que el Tren de Alta Velocidad llegaría en el tiempo estimado a las capitales vascas entre 2023 y 2024. Ello supondrá que el Gobierno Vasco, a través de su gestor ferroviario, Euskal Trenbide Sarea (ETS), asumirá directamente las obras de los accesos del TAV a las nuevas estaciones de Bilbao y Vitoria,[31][32] iniciándose en 2021 el soterramiento de la estación de Abando.[33]
- 17 de agosto de 2020: Se confirma que el Gobierno cedía al Gobierno Vasco las obras del acceso del TAV a Bilbao, asumiendo el gobierno autonómico el proyecto del "supertúnel" de Zaratamo para acortar plazos cuando Iñigo Urkullu conformase su nuevo Ejecutivo.[34][35]
- 29 de octubre de 2020: Se informa de que el Gobierno central mantenía la inversión del TAV pese a la crisis del coronavirus, pero confirmaba que necesitaría al menos hasta 2026 para culminar las obras.[36] Posteriormente se comunicó que la integración de Bilbao y Vitoria en el TAV retrasaría el fin de las obras más allá de 2027.[37]
- 28 de septiembre de 2021: Se asumía[¿quién?] la imposibilidad de saber cuándo llegaría el TAV.[38]
- 3 de diciembre de 2021: Se da a conocer que tras una larga negociación, el PNV lograba del Gobierno español la encomienda de gestión para los accesos del AVE a Vitoria y a Bilbao, y las instituciones vascas se encargarían del soterramiento de las estaciones.[39][40]
- 8 de febrero de 2022: Se adjudica el estudio geológico del túnel del TAV hacia Abando.[41]
- 9 de febrero de 2022: Ocurre la firma y el sello oficial de todas las administraciones implicadas.[42]
- 7 de octubre de 2022: Se comunica que la fecha para culminar las obras del TAV se retrasa otro año hasta 2027.[43][44]
- 15 de diciembre de 2022: El ministerio para la Transición Ecológica otorga la Declaración de Impacto Ambiental al estudio informativo presentado inicialmente en marzo de 2019.[19]
- 1 de febrero de 2023: El Ministerio de Transportes, Movilidad y Agenda Urbana (Mitma) aprobó definitivamente el "Estudio informativo de la nueva red ferroviaria del País Vasco. Corredor de acceso y estación de Bilbao-Abando", así como su expediente de información pública y audiencia.[45][46][19]
- 30 de septiembre de 2023: Adif contrata los proyectos para construir la estación del TAV de Abando, incluyendo también el apeadero provisional de Basauri, llevándose el trabajo a cabo por la ingeniería bilbaína IDOM durante 60 meses.[20][47]
- 14 de noviembre de 2023: El Consejo de Ministros autorizó la cesión al Gobierno vasco de las labores para diseñar y ejecutar el nuevo acceso ferroviario a Bilbao.[48][49][50]
- 15 de febrero de 2024: «Abando Taupadak» fue la propuesta ganadora del concurso convocado por el Ayuntamiento de Bilbao para ordenar el futuro urbanístico de Abando tras el soterramiento de la playa de vías. El equipo de arquitectos del proyecto ganador, de los cinco presentados, contempla seis rascacielos de viviendas, además de un gran parque central dividido en diferentes anillos con vegetación y donde se plantarán 1100 árboles.[51][52]
- 30 de  marzo de 2025: Primer boceto de los ingenieros mostrando imágenes de la estación en sus cuatro niveles.[53][54]

## La estación

### Descripción

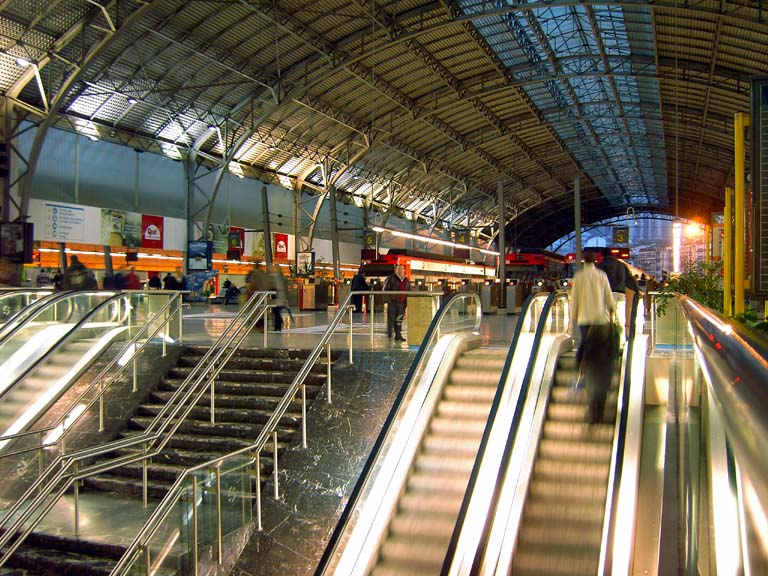
Interior de la estación.

La céntrica estación de Abando tiene dos estructuras claramente diferenciadas. Un edificio en forma de U y bordes biselados, que en su parte más alta alcanza las cinco plantas, y una nave que a modo de marquesina semicircular cubre el haz de vías y los andenes apoyándose en 12 arcos de celosía que se encuentran anclados en dados de hormigón. Su fachada principal, de carácter monumental y clasicista, sigue el estilo propio de la arquitectura franquista: el estilo neoherreriano. Tiene elementos eclécticos como frontones, vanos ciegos o falsas pilastras que buscan lograr la mejor integración posible del recinto con el resto de los edificios de la zona.
Para la construcción se ha empleado esencialmente hormigón armado combinándolo con granito, piedra caliza o ladrillo caravista para realzar el aspecto monumental de la construcción.

#### La vidriera
Uno de los aspectos más destacados de la estación es la vidriera policromada que cierra la zona de andenes. Está compuesta por 301 piezas con unas medidas de 15 metros de ancho por 10 de alto y fue realizada, en 1948, por Jesús Arrecubieta del taller de la Unión de Artistas Vidrieros de Irún siguiendo un esbozo de Miguel Pastor Veiga. Tiene una temática variada que representa diversas escenas típicas de las sociedad vizcaína tanto en el ámbito social, como industrial o deportivo. Muestra también lugares emblemáticos como la Basílica de Begoña. La parte central alberga un reloj y bajo él un escudo de España. Esa parte fue retocada en la década de los años 1980, ya que el escudo original era el usado por la dictadura franquista.

### Uso de vías
La estación se compone de 8 vías numeradas de 1 a 8: Las vías 1 y 2 son usadas para trenes de Cercanías de la línea C-1 destino Santurce y de la línea C-2 destino Muskiz. Las vías 3, 4 y 5 son usadas para trenes de Cercanías de la línea C-3 destinos Llodio y Orduña. Las vías 6, 7 y 8 son usadas para trenes de Larga Distancia destinos Madrid, Barcelona y Miranda de Ebro.

### Servicios

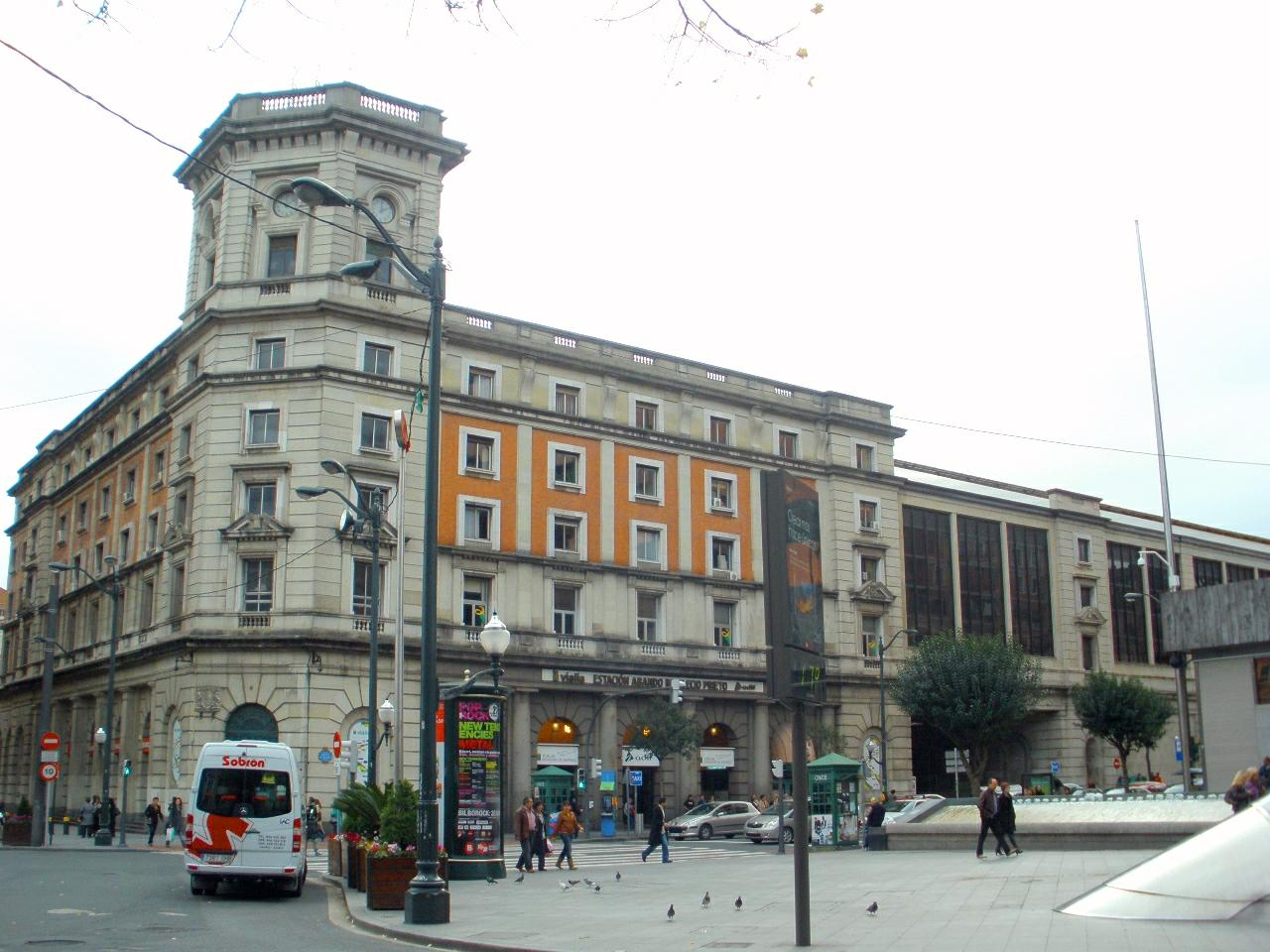
Fachada principal a la Plaza Circular.

La estación reparte sus servicios en tres plantas: la de acceso (planta 0), la entreplanta (planta 1) y la planta de andenes (planta 2). Tanto la planta de acceso como la entreplanta tienen principalmente locales comerciales ajenos al tráfico ferroviario, que incluyen entre otras, tiendas de regalos, cafeterías, restaurantes, servicios bancarios, servicios telefónicos o alquiler de coches. Por su parte, en la planta de andenes se encuentran las taquillas, las máquinas expendedoras de billetes y varios puntos informativos. En total Bilbao-Abando dispone de ocho vías numeradas correlativamente y de cinco andenes, tres centrales y dos laterales que disponen todos ellos de una cabecera común debido a la naturaleza terminal de la estación. El acceso a las vías 1 a 5 está limitado por torniquetes, ya que son usadas por los trenes de cercanías. Las diferentes plantas están conectadas gracias a escaleras fijas, mecánicas y ascensores.[cita requerida]
En el exterior existe un aparcamiento habilitado, situado en uno de los laterales del recinto.[cita requerida]

## Servicios ferroviarios
Abando Indalecio Prieto tradicionalmente presta servicios de Larga Distancia y de Cercanías. Tiene la particularidad de no ofrecer servicios de Media Distancia, algo muy inhabitual para una estación de su importancia. Las conexiones que ofrece con FEVE hacía León y Santander en la estación anexa, así como las ofrecidas por Euskotren hacia San Sebastián en la Estación de Zazpikaleak/Casco Viejo a menos de 1 km de la primera, explican en parte esa peculiaridad.

### Larga Distancia
Concentra todo el tráfico de larga distancia de la ciudad. Que consiste en los trenes Alvia que unen Bilbao con Madrid con dos frecuencias Diarias y una frecuencia diaria a Barcelona a través de Zaragoza aprovechando los trazados de alta velocidad existentes Madrid-Valladolid-Burgos y Zaragoza-Barcelona.
Desde enero de 2021 se introdujo un tren Intercity entre Miranda de Ebro y Bilbao, y viceversa, para enlazar en Miranda de Ebro con el Alvia transversal entre Barcelona, La Coruña y Vigo y Salamanca en Miranda de Ebro -horario vespertino- solo con parada en Llodio.

### Cercanías
Tres de las líneas del núcleo de Cercanías Bilbao operadas por Renfe, las líneas C-1, C-2 y C-3, confluyen en Bilbao-Abando. Es la única estación de la red que comparte dichas tres líneas, lo que la convierte en la principal estación de la misma. Aunque Amézola también tiene tres de las líneas, el hecho de que Bilbao La Concordia, en la que termina la C-4, esté al lado de Indalecio Prieto, la convierte en la principal. Así, permite unir los terminales de Orduña, Santurce, Musques y Balmaseda en 40, 22, 34 y 53 minutos, respectivamente, en el mejor de los casos.

## Conexiones

### Metro de Bilbao

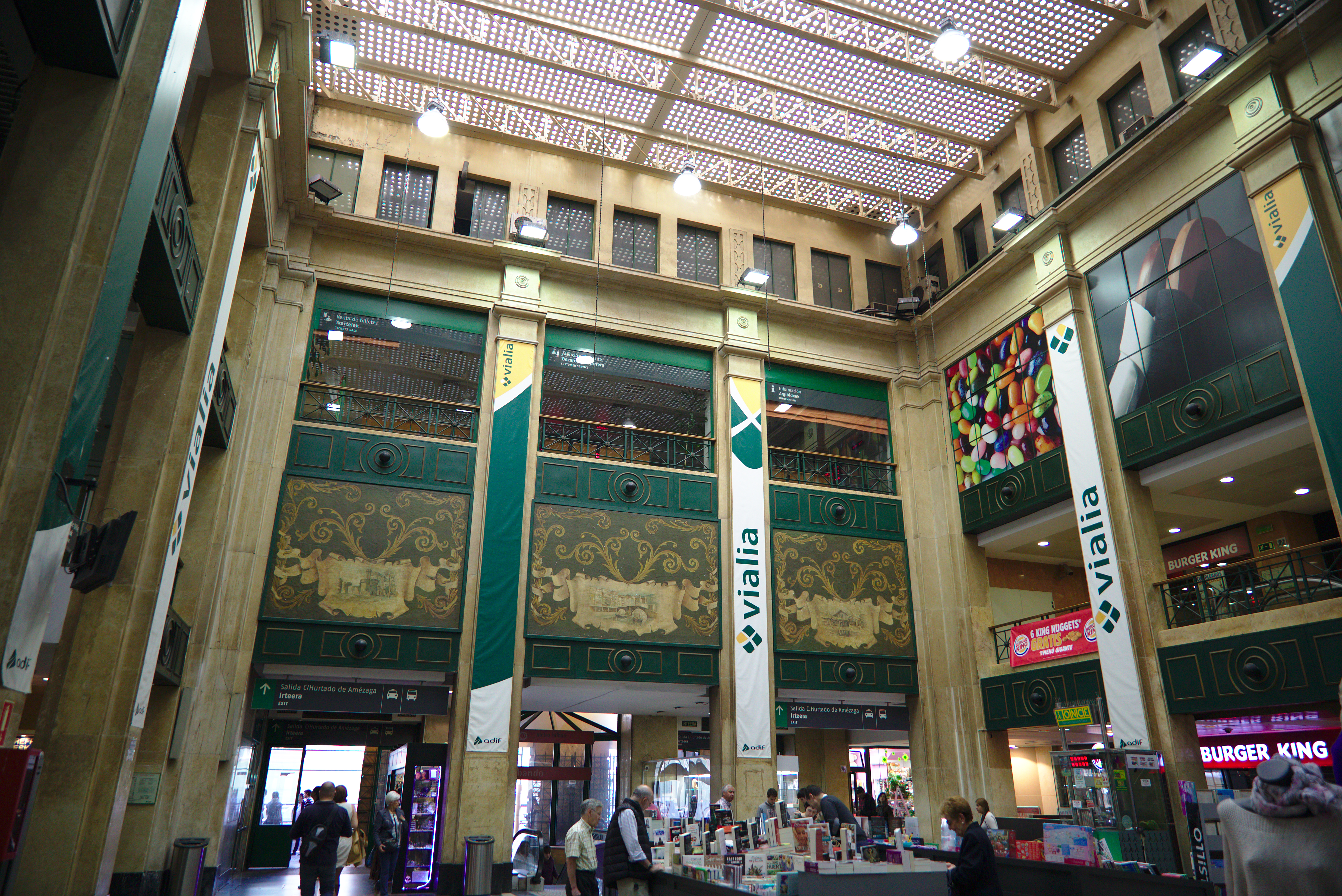
Interior de la Estación de Abando Indalecio Prieto desde la que se accede a la Estación de Abando del Metro de Bilbao.

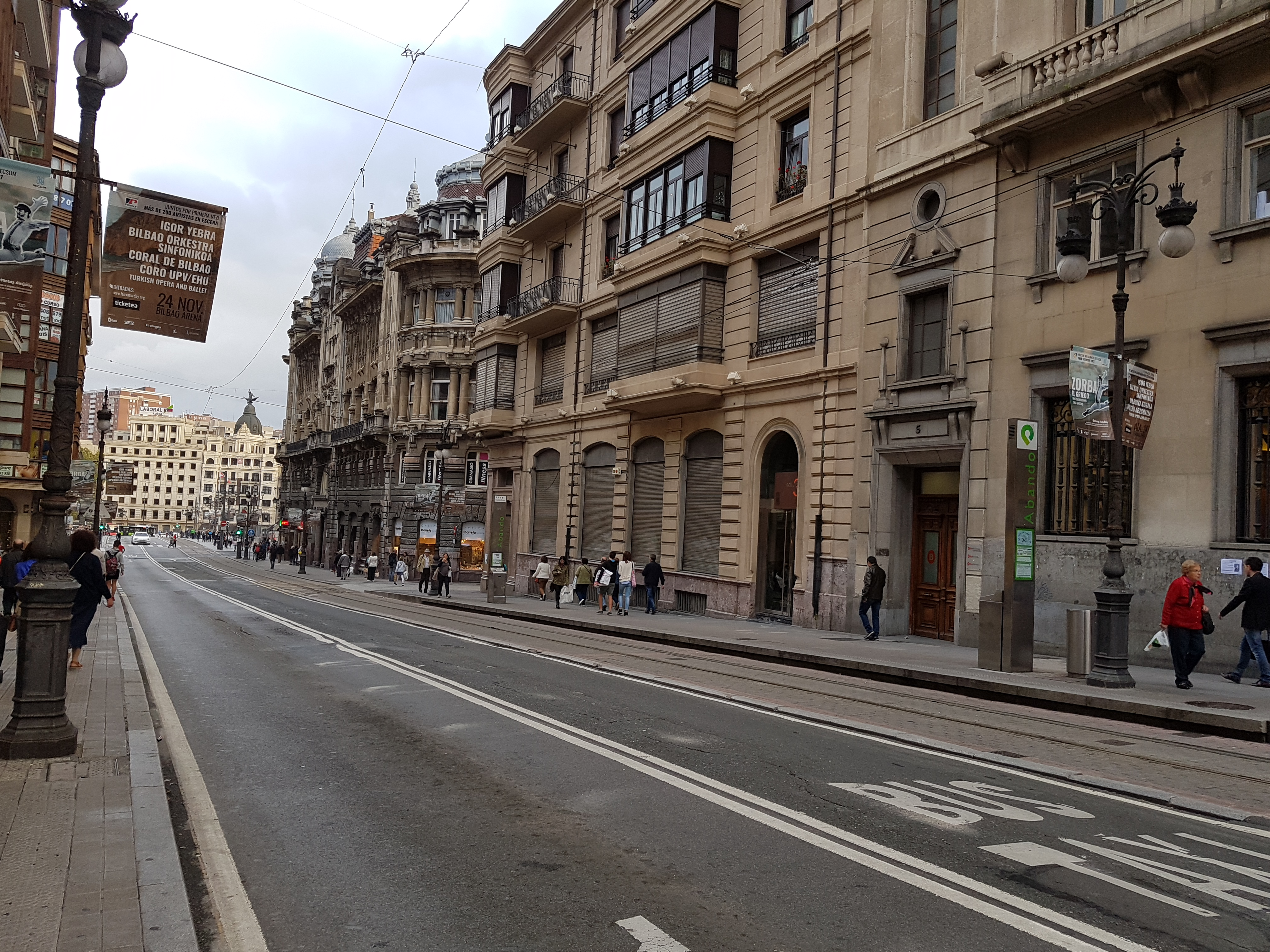
Estación de Abando del tranvía de Bilbao en la calle Navarra, junto a la plaza Circular.

Desde 1995 Abando Indalecio Prieto está conectada al Metro de Bilbao gracias a la estación de Abando, que forma parte de las líneas L1 y L2. La estación es accesible tanto desde la propia estación de tren como desde el exterior.

### Renfe Cercanías AM
Junto a la estación de ancho ibérico de Adif se encuentra la estación de Bilbao-Concordia, operada por Renfe Cercanías AM, que ofrece servicios Regionales y de Cercanías cuyos destinos principales son Valmaseda-La Calzada, Santander y León.

### Tranvía de Bilbao
El tranvía de Bilbao operado por Euskotren Tranbia tiene parada en la calle Navarra, entre las salidas de las estaciones de Abando y La Concordia.

### Autobuses urbanos e interurbanos
En el exterior de la estación se sitúan tres paradas de Bizkaibus, con conexión hacia los municipios de la Margen Izquierda, Busturialdea y Duranguesado; y cinco paradas de Bilbobus, con conexión a todos los distritos de la ciudad con multitud de líneas tanto regulares como microbuses y servicios nocturnos Gautxori.